# ستيف إرسيغ
ستيفن فينسينزو إرسيغ (بالإنجليزية: Stephen Vincenzo Erceg؛ مواليد 27 يوليو 1995) هو مُقاتل فنون قتالية مختلطة أسترالي.

## وصلات خارجية
- ستيف إرسيغ على موقع يو إف سي (الإنجليزية)
- ستيف إرسيغ على موقع شيردوغ (الإنجليزية)
- ستيف إرسيغ على موقع Tapology.com (الإنجليزية)
- ستيف إرسيغ على موقع إي إس بي إن (الإنجليزية)